# ティアーズ・ロール・ダウン〜グレイテスト・ヒッツ
『ティアーズ・ロール・ダウン〜グレイテスト・ヒッツ』（Tears Roll Down (Greatest Hits 82–92)）は、ティアーズ・フォー・フィアーズが1992年に発表した初のベスト・アルバム。初出の日本語タイトルは『ティアーズ・ロール・ダウン＜ティアーズ・フォー・フィアーズ・グレイテスト・ヒッツ＞』。

## 解説
ローランド・オーザバルとカート・スミスがパートナーシップを決別すると発表される中で発売された。『ザ・ハーティング』から3曲、『シャウト』から5曲、『シーズ・オブ・ラヴ』から3曲を収録。すべてシングル・カットされた楽曲で構成された。新曲としてシングル盤「シーズ・オブ・ラヴ」のB面に収められていた「ティアーズ・ロール・ダウン」の歌詞とアレンジを変更した「ティアーズ・ロール・ダウン’92」が1曲、新たに加えられた。この曲も本作発売と同時期にシングル・カットされている。
2004年、ゲイリー・ジュールズによる「狂気の世界」のカバー（映画『ドニー・ダーコ』の主題歌として使用された）が英国内で大ヒットした流れから、オリジナルを収録した本作が英国チャートでトップ10に食い込むリバイバル・ヒットを記録している。
なお、同名のビデオ・クリップ集が同時期に発売された。また、リミックスCDをボーナス・ディスクとして付けたヴァージョンも存在している。

## 収録曲
1. シーズ・オブ・ラヴ - "Sowing the Seeds of Love" – 6:19
2. ルール・ザ・ワールド - "Everybody Wants to Rule the World" – 4:11
3. ウーマン・イン・チェインズ - "Woman in Chains" – 6:28
4. シャウト - "Shout" – 6:33
5. ヘッド・オーヴァー・ヒールズ - "Head Over Heels" – 4:14
6. 狂気の世界 - "Mad World" – 3:29
7. ペイル・シェルター - "Pale Shelter" – 4:39
8. アイ・ビリーヴ - "I Believe" – 4:50
9. ティアーズ・ロール・ダウン’92 - "Laid So Low (Tears Roll Down)" – 4:44
10. マザーズ・トーク - "Mothers Talk" – 4:59
11. チェンジ - "Change" – 3:54
12. アドバイス・フォー・ザ・ヤング・アット・ハート - "Advice for the Young at Heart" – 4:54